# Pectiniunguis ducalis
Pectiniunguis ducalis är en mångfotingart som beskrevs av Pereira, Minelli och Paolo Barbieri 1995. Pectiniunguis ducalis ingår i släktet Pectiniunguis och familjen småjordkrypare. Inga underarter finns listade i Catalogue of Life.